# USA:s marinminister
USA:s marinminister (Secretary of the Navy, förkortning SECNAV) är chef för USA:s marindepartement, som sedan 1947 är ett av tre militärdepartement inom USA:s försvarsdepartement. 
Marinministern, som inte får vara en yrkesofficer i aktiv tjänst, utnämns av presidenten med senatens råd och samtycke samt är underställd USA:s försvarsminister. Marinministern har till uppgift att leda, organisera och administrera marindepartementet som omfattar flottan och marinkåren.

## Ämbetsuppgifter
Marinministern har sitt tjänstekontor i försvarshögkvarteret Pentagon. Närmast ministern finns en likadeles politiskt tillsatt understatssekreterare (Under Secretary of the Navy) och ministerns kansli (Office of the Secretary of the Navy). Chefen för flottan (Chief of Naval Operations) och Marinkårens kommendant (Commandant of the Marine Corps) är underställda marinministern, förutom när det gäller deras roll i Joint Chiefs of Staff då de arbetar för försvarsministern och försvarschefen.
Uniform Code of Military Justice ger marinministern en viktig roll i det militära rättssystemet för flottan och marinkåren. Marinens kriminalpolis och kontraspionage Naval Criminal Investigative Service (NCIS) står under marinministerns myndighet och utövar polisiära befogenheter inom ramar för en överenskommelse mellan försvarsministern och USA:s justitieminister. Om presidenten i händelse av kris eller krig beslutar att överföra USA:s kustbevakning till marindepartementet, så övertar då marinministern det ansvaret från USA:s inrikessäkerhetsminister.
Vare sig marinministern, chefen för flottan eller marinkårskommendanten utövar operativt befäl över marinens fartyg och stridande förband, då den operativa befälskedjan går från presidenten via försvarsministern till försvarsgrensövergripande militärbefälhavare.
Fram tills 1949 var marinministern medlem i presidentens kabinett och nationella säkerhetsrådet, men efter den tidpunkten är det bara marinministerns chef, försvarsministern, som deltar där. 
Arméministern och flygvapenministern har motsvarande ansvar och befogenheter som marinministern har för armén respektive flygvapnet och rymdstyrkan.

## Marinministrar[14][15]

### Kontinentala kongressen (1776-1778)
| Porträtt | Namn         | Ämbetstid |
|          | Joseph Hewes | 1776–1778 |

### Regeringsdepartement (1798-1947)
| Nummer   | Porträtt                    | Namn                            | Delstat        | Tillträde                  | Avgång            | Tjänstgjorde under                   | Ref |
| -------- | --------------------------- | ------------------------------- | -------------- | -------------------------- | ----------------- | ------------------------------------ | --- |
| 1        |                             | Benjamin Stoddert               | Maryland       | 18 juni 1798               | 31 mars 1801      | John Adams                           |     |
| 2        |                             | Robert Smith                    | Maryland       | 27 juli 1801               | 4 mars 1809       | Thomas Jefferson                     |     |
| 3        |                             | Paul Hamilton                   | South Carolina | 15 maj 1809                | 31 december 1812  | James Madison                        |     |
| 4        |                             | William Jones                   | Pennsylvania   | 19 januari 1813            | 1 december 1814   | James Madison                        |     |
| 5        |                             | Benjamin Williams Crowninshield | Massachusetts  | 16 januari 1815            | 30 september 1818 | James Madison James Monroe           |     |
| 6        |                             | Smith Thompson                  | New York       | 1 januari 1819             | 31 augusti 1823   | James Monroe                         |     |
| 7        |                             | Samuel L. Southard              | New Jersey     | 16 september 1823          | 4 mars 1829       | James Monroe John Quincy Adams       |     |
| 8        |                             | John Branch                     | North Carolina | 9 mars 1829                | 12 maj 1831       | Andrew Jackson                       |     |
| 9        |                             | Levi Woodbury                   | New Hampshire  | 23 maj 1831                | 30 juni 1834      | Andrew Jackson                       |     |
| 10       |                             | Mahlon Dickerson                | New Jersey     | 1 juli 1834                | 30 juni 1838      | Andrew Jackson Martin Van Buren      |     |
| 11       |                             | James Kirke Paulding            | New York       | 1 juli 1838                | 4 mars 1841       | Martin Van Buren                     |     |
| 12       |                             | George Edmund Badger            | North Carolina | 6 mars 1841                | 11 september 1841 | William Henry Harrison John Tyler    |     |
| 13       |                             | Abel P. Upshur                  | Virginia       | 11 oktober 1841            | 23 juli 1843      | John Tyler                           |     |
| 14       |                             | David Henshaw                   | Massachusetts  | 24 juli 1843               | 18 februari 1844  | John Tyler                           |     |
| 15       |                             | Thomas Walker Gilmer            | Virginia       | 19 februari 1844           | 28 februari 1844  | John Tyler                           |     |
| 16       |                             | John Y. Mason                   | Virginia       | 26 mars 1844               | 4 mars 1845       | John Tyler                           |     |
| 17       |                             | George Bancroft                 | Massachusetts  | 11 mars 1845               | 9 september 1846  | James K. Polk                        |     |
| 18       |                             | John Y. Mason                   | Virginia       | 10 september 1846          | 4 mars 1849       | James K. Polk                        |     |
| 19       |                             | William Ballard Preston         | Virginia       | 8 mars 1849                | 22 juli 1850      | Zachary Taylor                       |     |
| 20       |                             | William Alexander Graham        | North Carolina | 2 augusti 1850             | 25 juli 1852      | Millard Fillmore                     |     |
| 21       |                             | John P. Kennedy                 | Maryland       | 26 juli 1852               | 4 mars 1853       | Millard Fillmore                     |     |
| 22       |                             | James C. Dobbin                 | North Carolina | 8 mars 1853                | 4 mars 1857       | Franklin Pierce                      |     |
| 23       |                             | Isaac Toucey                    | Connecticut    | 7 mars 1857                | 4 mars 1861       | James Buchanan                       |     |
| 24       |                             | Gideon Welles                   | Connecticut    | 7 mars 1861                | 4 mars 1869       | Abraham Lincoln Andrew Johnson       |     |
| 25       |                             | Adolph E. Borie                 | Pennsylvania   | 9 mars 1869                | 25 juni 1869      | Ulysses S. Grant                     |     |
| 26       |                             | George M. Robeson               | New Jersey     | 26 juni 1869               | 4 mars 1877       | Ulysses S. Grant                     |     |
| (acting) |                             | William Faxon                   |                | 4 mars 1877                | 13 mars 1877      | Rutherford B. Hayes                  |     |
| 27       |                             | Richard Wigginton Thompson      | Indiana        | 13 mars 1877               | 20 december 1880  | Rutherford B. Hayes                  |     |
| 28       |                             | Nathan Goff                     | West Virginia  | 7 januari 1881             | 4 mars 1881       | Rutherford B. Hayes                  |     |
| 29       |                             | William H. Hunt                 | Louisiana      | 7 mars 1881                | 16 april 1882     | James Garfield Chester A. Arthur     |     |
| 30       |                             | William Eaton Chandler          | New Hampshire  | 16 april 1882              | 4 mars 1885       | Chester A. Arthur                    |     |
| 31       |                             | William Collins Whitney         | New York       | 7 mars 1885                | 4 mars 1889       | Grover Cleveland                     |     |
| 32       |                             | Benjamin Franklin Tracy         | New York       | 6 mars 1889                | 4 mars 1893       | Benjamin Harrison                    |     |
| 33       |                             | Hilary Abner Herbert            | Alabama        | 7 mars 1893                | 4 mars 1897       | Grover Cleveland                     |     |
| 34       |                             | John Davis Long                 | Massachusetts  | 6 mars 1897                | 30 april 1902     | William McKinley Theodore Roosevelt  |     |
| 35       |                             | William Henry Moody             | Massachusetts  | 1 maj 1902                 | 30 juni 1904      | Theodore Roosevelt                   |     |
| 36       |                             | Paul Morton                     |                | 1 juli 1904                | 30 juni 1905      | Theodore Roosevelt                   |     |
| 37       |                             | Charles Joseph Bonaparte        | Maryland       | 1 juli 1905                | 16 december 1906  | Theodore Roosevelt                   |     |
| 38       |                             | Victor Howard Metcalf           | Kalifornien    | 17 december 1906           | 30 november 1908  | Theodore Roosevelt                   |     |
| 39       |                             | Truman H. Newberry              | Michigan       | 1 december 1908            | 4 mars 1909       | Theodore Roosevelt                   |     |
| 40       |                             | George von Lengerke Meyer       | Massachusetts  | 6 mars 1909                | 4 mars 1913       | William Howard Taft                  |     |
| 41       |                             | Josephus Daniels                | North Carolina | 5 mars 1913                | 4 mars 1921       | Woodrow Wilson                       |     |
| 42       |                             | Edwin Denby                     | Michigan       | 6 mars 1921                | 10 mars 1924      | Warren G. Harding Calvin Coolidge    |     |
| (t.f.)   |                             | Theodore Roosevelt, Jr.         | New York       | 10 mars 1924               | 19 mars 1924      | Calvin Coolidge                      |     |
| 43       |                             | Curtis Dwight Wilbur            | Kalifornien    | 19 mars 1924               | 4 mars 1929       | Calvin Coolidge                      |     |
| 44       |                             | Charles Francis Adams III       | Massachusetts  | 5 mars 1929                | 4 mars 1933       | Herbert Hoover                       |     |
| 45       |                             | Claude Augustus Swanson         | Virginia       | 4 mars 1933                | 7 juli 1939       | Franklin D. Roosevelt                |     |
| 46       |                             | Charles Edison                  | New Jersey     | 7 juli 1939–2 januari 1940 |                   | Franklin D. Roosevelt                |     |
| 46       | 2 januari 1940–24 juni 1940 | Charles Edison                  | New Jersey     |                            |                   | Franklin D. Roosevelt                |     |
| (t.f.)   |                             | Lewis Compton                   |                | 24 juni 1940               | 11 juli 1940      | Franklin D. Roosevelt                |     |
| 47       |                             | William Franklin Knox           | Illinois       | 11 juli 1940               | 28 april 1944     | Franklin D. Roosevelt                |     |
| (t.f.)   |                             | Ralph A. Bard                   |                | 28 april 1944              | 19 maj 1944       | Franklin D. Roosevelt                |     |
| 48       |                             | James Vincent Forrestal         | New York       | 19 maj 1944                | 17 september 1947 | Franklin D. Roosevelt Harry S Truman |     |

### Del av försvarsdepartementet 1947-idag
| Nr      | Bild           | Namn                      | Tillträde         | Avgång             | Tjänstgjorde under                | Ref           |
| ------- | -------------- | ------------------------- | ----------------- | ------------------ | --------------------------------- | ------------- |
| 1 (49)  |                | John L. Sullivan          | 18 september 1947 | 24 maj 1949        | Harry S. Truman                   |               |
| 2 (50)  |                | Francis P. Matthews       | 25 maj 1949       | 31 juli 1951       | Harry S. Truman                   |               |
| 3 (51)  |                | Dan A. Kimball            | 31 juli 1951      | 20 januari 1953    | Harry S. Truman                   |               |
| 4 (52)  |                | Robert B. Anderson        | 4 februari 1953   | 3 mars 1954        | Dwight D. Eisenhower              |               |
| 5 (53)  |                | Charles S. Thomas         | 3 maj 1954        | 1 april 1957       | Dwight D. Eisenhower              |               |
| 6 (54)  |                | Thomas S. Gates           | 1 april 1957      | 8 juni 1959        | Dwight D. Eisenhower              |               |
| 7 (55)  |                | William B. Franke         | 8 juni 1959       | 19 januari 1961    | Dwight D. Eisenhower              |               |
| 8 (56)  |                | John B. Connally, Jr      | 25 januari 1961   | 20 december 1961   | John F. Kennedy                   |               |
| 9 (57)  |                | Fred Korth                | 4 januari 1962    | 1 november 1963    | John F. Kennedy                   |               |
| (t.f.)  |                | Paul B. Fay               | 2 november 1963   | 28 november 1963   | John F. Kennedy Lyndon B. Johnson |               |
| 10 (58) |                | Paul H. Nitze             | 29 november 1963  | 30 juni 1967       | Lyndon B. Johnson                 |               |
| (t.f.)  |                | Charles F. Baird          | 1 juli 1967       | 31 augusti 1967    | Lyndon B. Johnson                 |               |
| 11 (59) |                | Paul R. Ignatius          | 1 september 1967  | 24 januari 1969    | Lyndon B. Johnson                 |               |
| 12 (60) |                | John H. Chafee            | 31 januari 1969   | 4 maj 1972         | Richard M. Nixon                  |               |
| 13 (61) |                | John W. Warner            | 4 maj 1972        | 8 april 1974       | Richard M. Nixon                  |               |
| 14 (62) |                | J. William Middendorf, II | 8 april 1974      | 20 januari 1977    | Richard M. Nixon Gerald Ford      |               |
| 15 (63) |                | W. Graham Claytor, Jr.    | 14 februari 1977  | 24 augusti 1979    | Jimmy Carter                      |               |
| 16 (64) |                | Edward Hidalgo            | 24 oktober 1979   | 20 januari 1981    | Jimmy Carter                      |               |
| 17 (65) |                | John Lehman               | 5 februari 1981   | 10 april 1987      | Ronald Reagan                     |               |
| 18 (66) |                | Jim Webb                  | 1 maj 1987        | 23 februari 1988   | Ronald Reagan                     |               |
| 19 (67) |                | William L. Ball           | 28 mars 1988      | 15 maj 1989        | Ronald Reagan George H.W. Bush    |               |
| 20 (68) |                | Henry L. Garrett III      | 15 maj 1989       | 26 juni 1992       | George H.W. Bush                  |               |
| (t.f.)  |                | Daniel Howard             | 26 juni 1992      | 7 juli 1992        | George H.W. Bush                  |               |
| 21 (69) |                | Sean O'Keefe              | July 7, 1992      | October 2, 1992    | George H.W. Bush                  |               |
| 21 (69) | 2 oktober 1992 | Sean O'Keefe              | 20 januari 1993   |                    | George H.W. Bush                  |               |
| (t.f.)  |                | Frank B. Kelso II         | 20 januari 1993   | 21 juli 1993       | Bill Clinton                      |               |
| 22 (70) |                | John H. Dalton            | 22 juli 1993      | 16 november 1998   | Bill Clinton                      |               |
| 23 (71) |                | Richard Danzig            | 16 november 1998  | 20 januari 2001    | Bill Clinton                      |               |
| (t.f.)  |                | Robert B. Pirie, Jr.      | 20 januari 2001   | 24 maj 2001        | George W. Bush                    |               |
| 24 (72) |                | Gordon R. England         | 24 maj 2001       | 30 januari 2003    | George W. Bush                    |               |
| (t.f.)  |                | Susan Livingstone         | 30 januari 2003   | 7 februari 2003    | George W. Bush                    |               |
| (t.f.)  |                | Hansford T. Johnson       | 7 februari 2003   | September 30, 2003 | George W. Bush                    |               |
| 25 (73) |                | Gordon R. England         | 1 oktober 2003    | 29 december 2005   | George W. Bush                    | [ 16 ]        |
| (t.f.)  |                | Dionel M. Aviles          | 29 december 2005  | 3 januari 2006     | George W. Bush                    | [ 16 ]        |
| 26 (74) |                | Donald C. Winter          | 3 januari 2006    | 13 mars 2009       | George W. Bush Barack Obama       | [ 17 ]        |
| (t.f.)  |                | B. J. Penn                | 13 mars 2009      | 19 maj 2009        | Barack Obama                      | [ 17 ] [ 18 ] |
| 27 (75) |                | Ray Mabus                 | 19 maj 2009       | 20 januari 2017    | Barack Obama                      |               |
| (t.f.)  |                | Sean Stackley             | 20 januari 2017   | 3 augusti 2017     | Donald Trump                      |               |
| 28 (76) |                | Richard V. Spencer        | 3 augusti 2017    | 24 november 2019   | Donald Trump                      |               |
| t.f.    |                | Thomas B. Modly           | 24 november 2019  | 7 april 2020       | Donald Trump                      |               |
| t.f.    |                | James E. McPherson        | 7 april 2020      | 29 maj 2020        | Donald Trump                      |               |
| 29 (77) |                | Kenneth J. Braithwaite II | 29 maj 2020       | 20 januari 2021    | Donald Trump                      |               |
| 30 (78) |                | Carlos Del Toro           | 21 augusti 2021   | inkumbent          | Joe Biden                         | [ 19 ]        |